# 昌河汽车

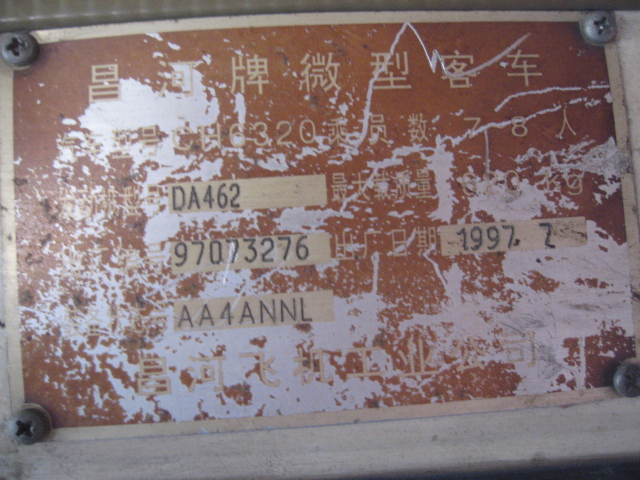
一辆1997年产CH6320型微型客车的铭牌（部分磨损），生产厂家标示为“昌河飞机工业公司”

江西昌河汽车有限责任公司，简称昌河汽车或北汽昌河，是中国大陆一家汽车生产企业，总部位于江西省景德镇市。

## 历史
成立于1969年11月，前身为昌河飞机工业集团下属的国营昌河机械厂，后来昌河飞机工业集团被中国航空工业集团公司收购，该公司成为了中航工业下属公司。1982年，昌河汽车开始生产廂型車，其首款微型车CH1010在铃木Carry的基础上生产，是中国最早的微型汽车。
2009年11月10日，中国兵器装备集团公司和中国航空工业集团公司对旗下的汽车业务兼并重组，昌河汽车和哈飞汽车并入中国长安汽车集团，从此昌河汽车脱离中航工业管理，转由中国兵装集团管理。
2013年10月，昌河汽车脱离中国兵器装备集团，成为江西省全资省属企业。2013年11月25日，北汽集团正式重组昌河汽车，昌河汽车现由北汽集团控股，江西省国有资本运营控股集团持有10.512%的股权。
昌河现拥有景德镇、九江两个整车工厂和九江发动机工厂，具备年产30万辆整车和15万台汽车发动机的生产能力。昌河现生产微型客（货）车、经济型轿车、小型商务车和发动机产品。

## 车型

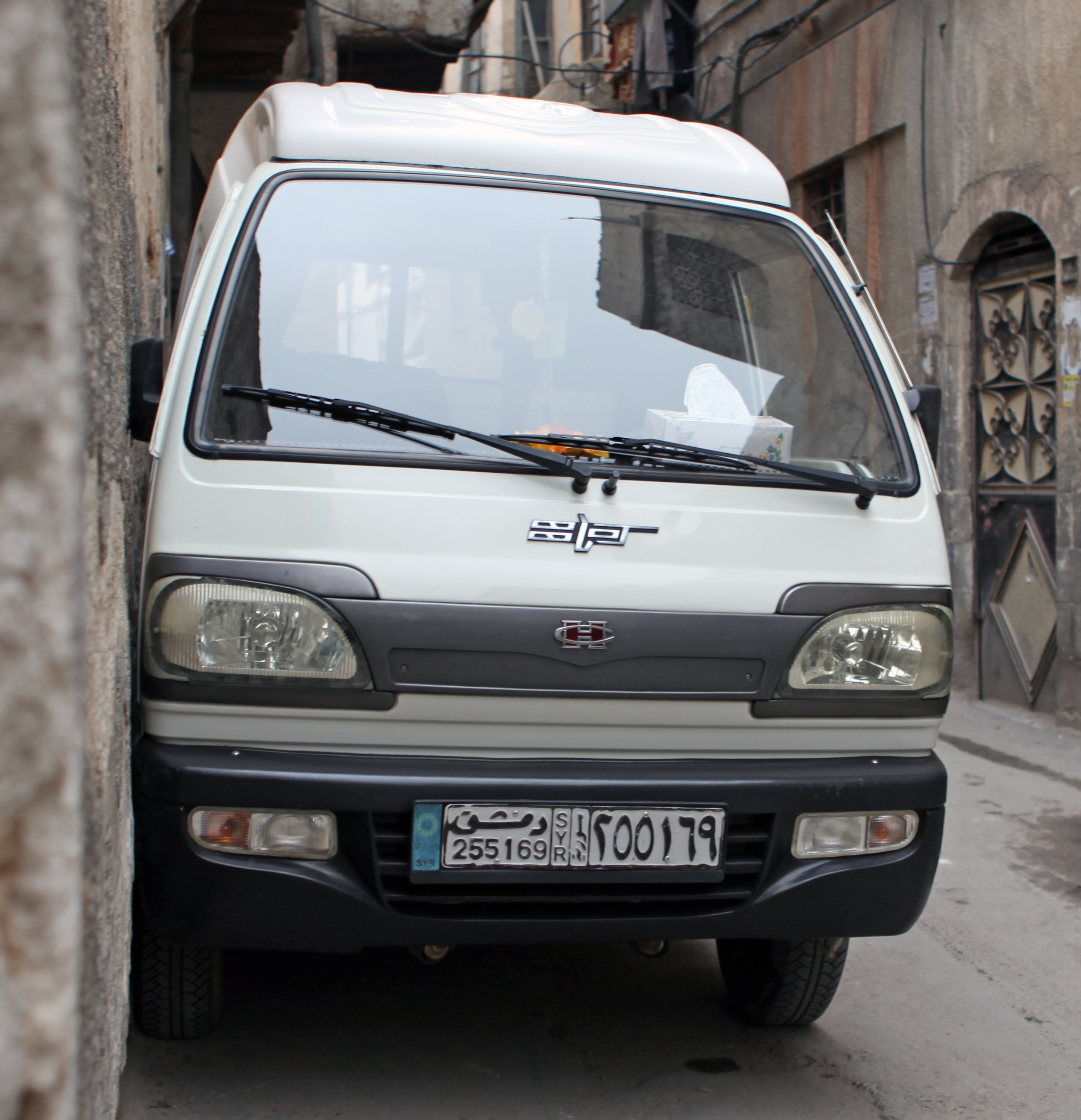
一辆昌河CH1012LEi在大马士革

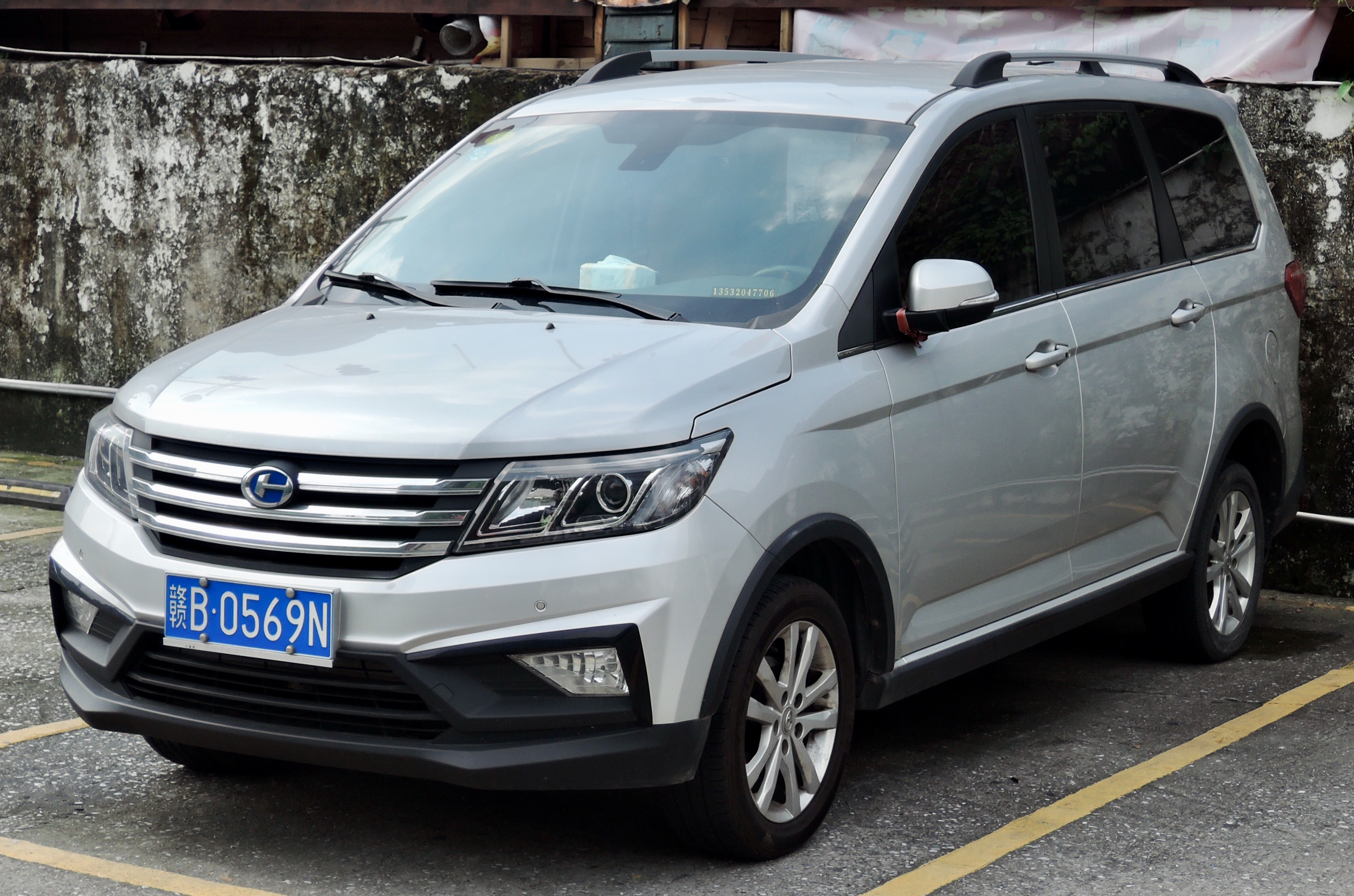
昌河福瑞达M70

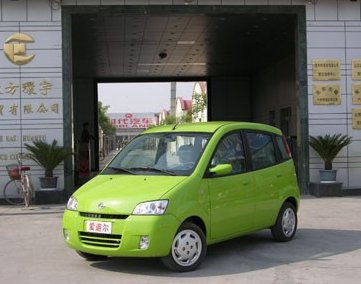
昌河爱迪尔

- 昌河爱迪尔（已停产）
- 昌河福瑞达
- 昌河福瑞达M60
- 昌河福瑞达M70
- 昌河福瑞达M50
- 昌河A6
- 昌河福运（长安之星S460改标版）
- 昌河海豚
- 昌河Q25
- 昌河Q35
- 昌河Q7
- 铃木利亚纳
- 铃木利亚纳A6
- 铃木派喜
- 铃木北斗星
- 铃木北斗星X5
- 铃木浪迪